# Scopula muscularia
Scopula muscularia är en fjärilsart som beskrevs av Otto Staudinger 1897. Scopula muscularia ingår i släktet Scopula och familjen mätare. Inga underarter finns listade.